# Hesham Mesbah
Hesham Mesbah, född den 17 mars 1982 i Alexandria, Egypten, är en egyptisk judoutövare.
Han tog OS-brons i herrarnas mellanvikt i samband med de olympiska judotävlingarna 2008 i Peking.